# Arantiův vaz
Arantiův vaz, častěji označovaný latinsky, ligamentum venosum, je pozůstatek po žilní spojce ductus venosus, která během nitroděložního vývoje spojuje vrátnicovou žílu s dolní dutou žílou a umožňuje tak krvi obcházet játra.
Nachází se na viscerální ploše jater, kde vychází z levé větve vrátnicové žíly, probíhá v zadní části levé sagitální rýhy, zvané též fissura umbilicalis a končí v místě, kde levá jaterní žíla ústí do dolní duté žíly. Celá levá sagitální rýha tvoří na viscerální ploše jater hranici mezi levým a pravým lalokem, v její přední části probíhá oblý vaz jaterní, lig. teres hepatis, který je pozůstatkem pupeční žíly. Průběh Arantiova vazu tvoří též levé ohraničení ocasatého laloku jater.
Ductus venosus se na svém portálním konci uzavírá do dvou dnů po narození, jeho žilní konec může přetrvávat i v dospělosti jako větev levé jaterní žíly.